# Święty Franciszek i sceny z jego życia (obraz Berlinghieriego)

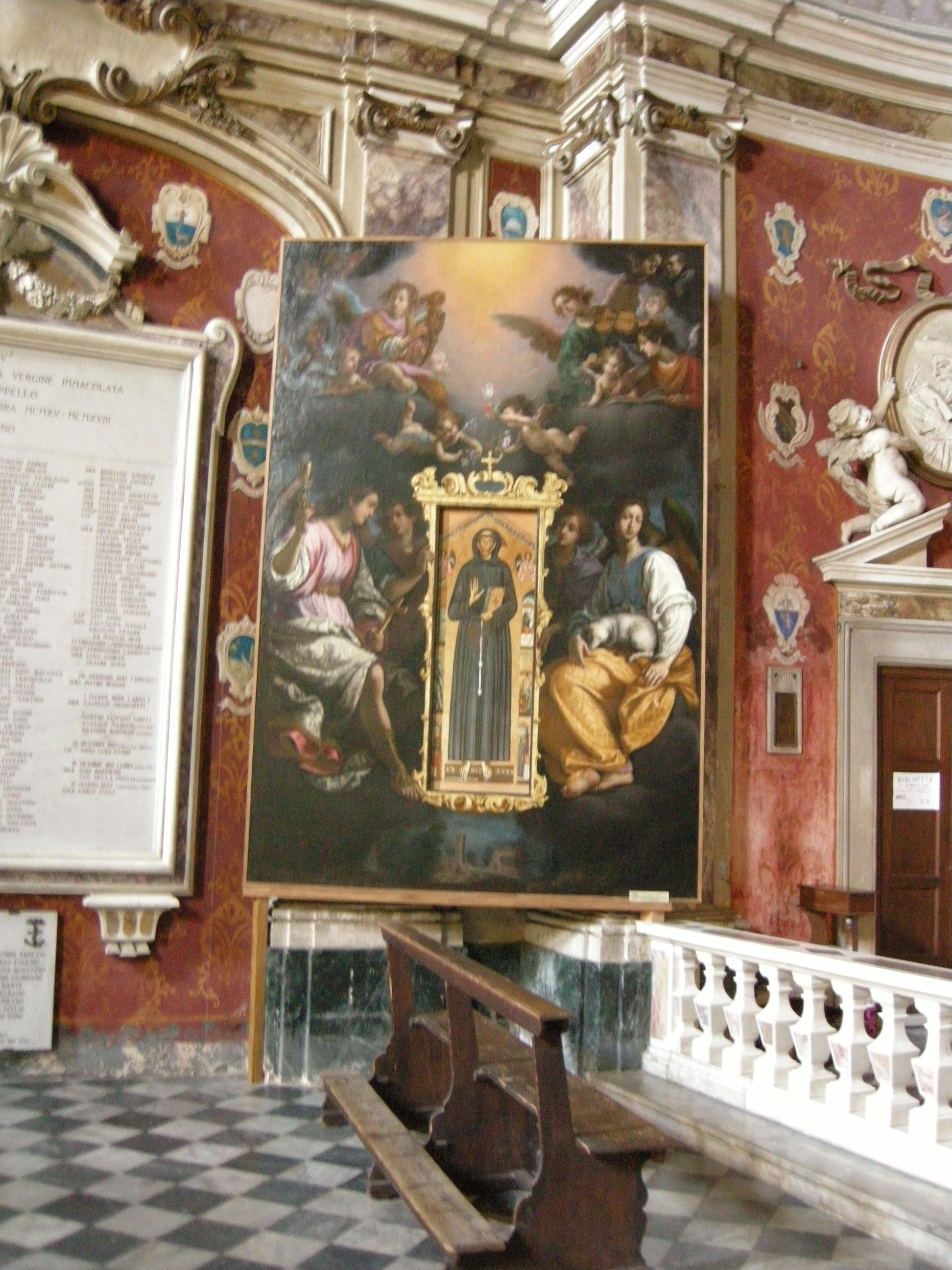
Obraz Bardelliego do XIX wieku przysłaniający ikonę

Święty Franciszek i sceny z jego życia (wł. San Francesco e storie della sua vita) – średniowieczny obraz autorstwa Bonaventury Berlinghieriego, znajdujący się w kościele San Francesco w Pescii.

## Historia
Obraz został odkryty przypadkowo w latach 80. XIX w., gdy zdjęto zewnętrzny obraz z XVI w. ołtarza Kaplicy Niepokalanego Poczęcia NMP w kościele pw. Św. Franciszka w Pescii. Płótno okrywające średniowieczną ikonę, przedstawiające Chwałę aniołów, jest autorstwa Alessandra Bardelliego (1583–1633). Na obrzeżu ikony znaleziono podpis artysty i datę. Obraz pochodził z pierwszego kościoła w Pescii dedykowanego Biedaczynie z Asyżu. Namalowany został zaledwie dziewięć lat po śmierci Asyżanina, stanowi więc jedno z pierwszych jego wyobrażeń ikonograficznych. Dokładnie w 1235 rodzina Mainardich ufundowała w mieście Kaplicę św. Franciszka. Możliwe, że obraz był częścią nastawy ołtarzowej w kaplicy Mainardich.

## Opis
Centralną część ikony zajmuje postać Franciszka z Asyżu, ubranego w ciemny habit franciszkański, przepasany białym sznurem, z kapturem na głowie. Święty ma brodę. Na głowie zaznaczono tonsurę mniszą. W lewej ręce trzyma ewangeliarz. Na prawej, otwartej dłoni, podobnie jak na lewej oraz bosych stopach zaznaczono ślady stygmatów. Święty miał je otrzymać w 1224 na La Vernie w Toskanii, co potwierdzają wczesne źródła franciszkańskie. Zauważono, że w pewnym momencie musiano domalować aureolę, która częściowo zakrywała zakończenie kaptura. Na wysokości pleców Franciszka artysta umieścił dwa tonda z aniołami. Oba boki dzieła wypełniają sceny z życia świętego, po trzy z każdej strony. Zgodnie z ruchem wskazówek zegara, zaczynając od górnego prawego narożnika są to: 
- Uzdrowienie kalek
- Uzdrowienie kulawych
- Cud nad opętanymi
- Uzdrowienie dziewczynki
- Kazanie do ptaków
- Stygmatyzacja

Jest to pierwsze znane przedstawienie ikonograficzne scen z życia św. Franciszka. Notuje się związki stylistyczne z miniaturami bizantyjskimi. Rzuca się w oczy archaiczny sposób przedstawiania postaci – stoją one przodem, nie mają rysów osobistych, lecz schematyczne. Ikonę poddano pracom konserwatorskim w latach 1981–1982.